# Prunus hookeri
Prunus hookeri är en rosväxtart som beskrevs av C. K. Schneider. Prunus hookeri ingår i släktet prunusar, och familjen rosväxter. Inga underarter finns listade i Catalogue of Life.